# Mont Blanc (Les Laurentides)
Pour les articles homonymes, voir Mont Blanc (homonymie).
Mont Blanc est une station touristique dans la municipalité de Mont-Blanc, dans la municipalité régionale de comté Les Laurentides (MRC), dans la région administrative des Laurentides, au Québec, au Canada.

## Description
La station Mont Blanc, située sur la deuxième plus haute montagne des Laurentides (le mont Blanc culminant à 545 mètres), offre des activités quatre saisons sur un dénivelé de 205 m. Le centre de ski est équipé de sept remontées mécaniques. Il dispose de 43 pistes ainsi que de deux snowparks répartis sur trois versants. Il offre une grande variété de pistes adaptées à tous les niveaux de skieurs et de snowboardeurs. Plus de 110 moniteurs certifiés forment de nouveaux skieurs et planchistes (de tous âges) qui apprennent un sport de glisse (ski, snowboard).
Le 12 septembre 2021, le Groupe Forman fait l’acquisition du Mont Blanc. Le groupe a l'intention de développer une offre de service « quatre saisons ».

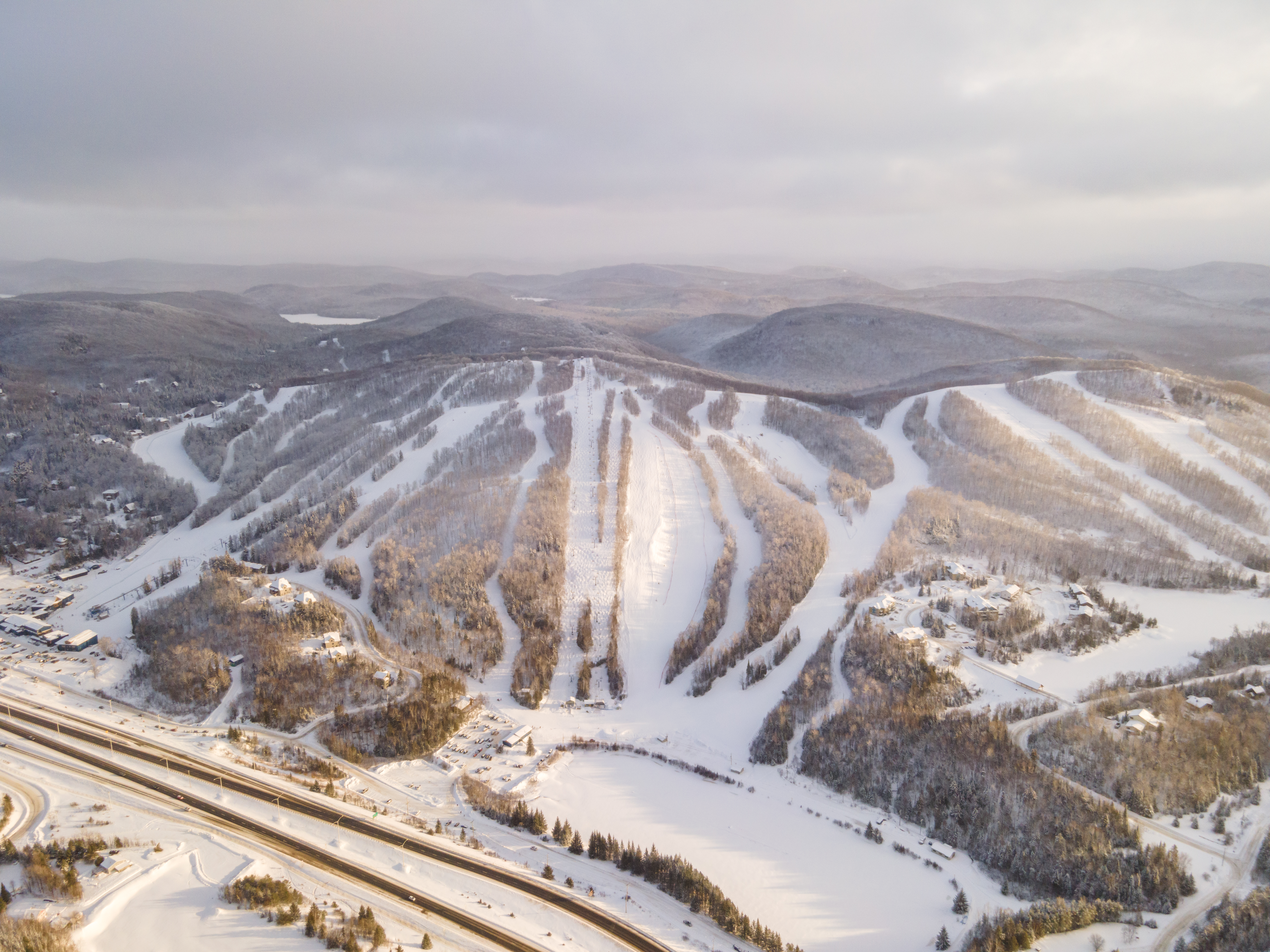
Pistes de ski.